# Adolfo Calisto
Adolfo António da Luz Calisto (1 de gener de 1944 - 29 d'agost de 2024), conegut simplement com a Adolfo, va ser un futbolista portuguès que jugava com a lateral esquerre i va ser un dels millors jugadors del Benfica i de la selecció de Portugal durant els anys 60 i 70.

## Carrera professional
Nascut a Barreiro, Portugal, va cridar l'atenció per primera vegada pel seu equip local, el Barreirense (1960–1962 i 1963–1966), i pel Seixal (1962–1963). Després va passar al Benfica, on va jugar de 1965–66 a 1974–75. Després va jugar per l'União Montemor (1975–1976) i el Portimonense (1976–1977), abans d'acabar la seva carrera als 33 anys. Va guanyar sis campionats nacionals i va formar part de l'equip del Benfica que va arribar a la final de la Copa d'Europa de 1968. Com a jugador del Benfica va aconseguir el sobrenom de "Barreiro locomotiv", va ser el primer defensa lateral a córrer tota la banda.
Va jugar 15 partits amb la selecció portuguesa, i hi va marcar 1 gol, i va jugar amb l'equip que va arribar al segon lloc a la final de la Copa Independència del Brasil el 1972, perdent només en una final èpica contra el Brasil (1-0), i va ser considerat el millor defensa esquerre aquell any. L'equip portuguès, que estava compost en gran part per jugadors del Benfica, incloent-hi els veterans Eusébio i Jaime Graça, i els joves Humberto Coelho i Jordão, va perdre la final només al minut 89, quan finalment va marcar Jairzinho.

## Mort
Adolfo va morir el 29 d'agost de 2024, als 80 anys.

## Palmarès
Benfica
- Primera Divisió: 1967–68, 1968–69, 1970–71, 1971–72, 1972–73, 1974–75
- Taça de Portugal:  1968–69, 1969–70, 1971–72
- Copa d'Europa: Subcampió 1967–68